# Tomorrow Girls Troop
Tomorrow Girls Troop (en japonés 明日 少女 隊, ashita shōjotai ) es un colectivo mundial de arte feminista socialista de cuarta ola establecido en 2015, con un enfoque en temas feministas interseccionales en la región de Asia oriental y Japón en particular.
El grupo replantea el activismo como una actividad artística, 

Even those projects that might be viewed as belonging to more traditional forms of activism—petitions, letter writing campaigns, etc—she argues are still related to art and visual culture. “It’s about representation. It’s about images.” - Natale Hegert interviewing group member Pink in Art Slant magazine.
Incluso aquellos proyectos que podrían considerarse como pertenecientes a formas más tradicionales de activismo (peticiones, campañas de redacción de cartas, etc.), argumenta, todavía están relacionados con el arte y la cultura visual. “Se trata de la representación. Se trata de imágenes”- Natale Hegert entrevistando al miembro del grupo Pink en la revista Art Slant.

## Proyectos
Mascota de la ciudad de Shima: en 2015, Tomorrow Girls Troop dirigió una campaña para repensar a un personaje de manga femenino excesivamente sexualizado "Megu Oshima", propuesto como la mascota de la ciudad de Shima. Recibieron el apoyo de más de 7000 signatarios en una semana.
Believe: en 2017, Tomorrow Girls Troop apoyó las reformas de la ley de violación en Japón con un vídeo titulado Believe . La reforma de la ley fue aprobada posteriormente para aumentar las penas de prisión y facilitar la condena de los delincuentes en una victoria unánime en la Dieta de junio de 2017.
Proyecto Kojien: en 2017, Tomorrow Girls Troop desafió la definición de "feminismo" publicada en Kojien, ampliamente considerada como el diccionario más autorizado de Japón. La definición dice:  

1) Un defensor de la liberación de las mujeres. Un defensor de la expansión de los derechos de las mujeres. 2) Coloquialmente, un hombre que es suave con las mujeres.

Tomorrow Girls Troop argumenta que la primera definición descuida el concepto de igualdad y sugiere erróneamente que el proyecto del feminismo es obtener derechos a expensas de los hombres y que la segunda definición debe eliminarse o aclararse como un uso incorrecto de la palabra.
Against Forgetting: en febrero de 2018, el colectivo organizó una actuación colaborativa para honrar la historia de las mujeres de consuelo que sufrieron la explotación sexual de los ejércitos asiáticos en la Segunda Guerra Mundial, así como las víctimas contemporáneas de la violencia sexual patrocinada por el estado.

## Exposiciones
En 2016, Tomorrow Girls Troop apareció junto a Yoshiko Shimada, Megumi Igarashi y otras artistas en una exposición comisariada por Kate Just, llamada "Feminist Fan in Japan and Friends".
Un vídeo de la performance Believe junto con los artefactos de la acción de Tomorrow Girls Troop apareció en la exposición "Socially Engaged Art: A New Wave of Art for Social Change" (Arte socialmente comprometido: una nueva ola de arte para el cambio social) en 3331 Arts Chiyoda, en Tokio del 18 de febrero al 5 de marzo de 2017 junto con el trabajo de otros artistas, incluidos Ai Weiwei, Suzanne Lacy, Pedro Reyes y más.
En 2018, la galería firstdraft en Sídney, Australia, realizó una exposición individual de Tomorrow Girls Troop comisariada por Alison Groves.

## Anonimato
Los miembros del grupo Tomorrow Girls Troop usan máscaras rosas para proteger sus identidades. Las máscaras TGT son "un híbrido del conejo y el gusano de seda. Este gusano es un símbolo del trabajo de las mujeres en Asia. Los conejos a menudo se asocian con mujeres y se representan como criaturas lindas y débiles". Esta táctica es análoga al uso de máscaras por parte de las activistas artísticas feministas Guerrilla Girls.